# إحصائيات كأس العالم 2014
هذه مقالة مختصة بإحصائيات بطولة كأس العالم لكرة القدم 2014 والتي أقيمت في البرازيل.

## الهدافون
عدد الأهداف المُسجلة  171 هدفًا  في 64 مباراة، بمتوسط 2.67 هدفًا في المباراة الواحدة.
6 أهداف
- خاميس رودريغيز

5 أهداف
- توماس مولر

4 أهداف
- ليونيل ميسي
- نيمار
- روبين فان بيرسي

3 أهداف
- أندريه شورله
- إينر فالنسيا
- كريم بنزيما
- آريين روبن
- شيردان شاكيري

هدفان
- عبد المؤمن جابو
- إسلام سليماني
- ميروسلاف كلوزه
- ماريو غوتزه
- ماتس هوميلس
- توني كروس
- تيم كاهيل
- دافيد لويز
- أوسكار
- أليكسيس سانشيز
- جاكسون مارتينيز
- براين رويز
- ويلفريد بوني
- جيرفينيو
- ماريو ماندجوكيتش
- إيفان بيريشيتش
- كلينت ديمبسي
- أندريه آيو
- أسامواه جيان
- أحمد موسى
- ممفيس ديباي
- لويس سواريز

هدف
- ياسين إبراهيمي
- سفيان فيغولي
- رفيق حليش
- مسعود أوزيل
- سامي خضيره
- واين روني
- دانييل ستوريدج
- أنخيل دي ماريا
- غونزالو هيغواين
- ماركوس روخو
- ميلي يديناك
- كيفن دي بروين
- مروان فيلايني
- روميلو لوكاكو
- دريس ميرتنز
- ديفوك أوريغي
- يان فيرتونغن
- إدين دجيكو
- فيداد إبيشيفيتش
- ميراليم بيانيتش
- أفدييا فرسايفيتش
- فرناندينيو
- فريد
- تياغو سيلفا
- جويل ماتيب
- تشارلز أرانغويز
- جان بوسيجور
- خورخي فالديفيا
- إدواردو فارغاس
- بابلو أرميرو
- خوان كوادرادو
- تيوفيلو غوتييريز
- خوان كوينتيرو
- غو جا تشول
- لي كيون-هو
- سون هيونغ مين
- جويل كامبل
- أوسكار دوارتي
- ماركو أورينيا
- إيفيكا أوليتش
- تشابي ألونسو
- خوان ماتا
- فرناندو توريس
- دافيد فيا
- جون بروكس
- جوليان غرين
- جيرمين جونز
- أوليفييه جيرو
- بليز ماتويدي
- بول بوغبا
- موسى سيسوكو
- ماثيو فالبوينا
- سوكراتيس باباستاثوبولوس
- جورجوس ساماراس
- أندرياس ساماريس
- كارلو كوستلي
- رضا قوتشان نجاد
- ماريو بالوتيلي
- كلاوديو ماركيزيو
- كيسوكي هوندا
- شينجي أوكازاكي
- جيوفاني دوس سانتوس
- أندريس غواردادو
- تشيشاريتو
- رافاييل ماركيز
- أوريبي بيرالتا
- بيتر أوديموينغي
- ستيفان دي فري
- ليروي فير
- كلاس يان هونتيلار
- جورجينيو فينالدوم
- دالي بليند
- ويسلي سنايدر
- ناني
- كريستيانو رونالدو
- سيلفيستر فاريلا
- ألكساندر كيرجاكوف
- ألكساندر كوكورين
- بليريم جمايلي
- أدمير محمدي
- هاريس سيفيروفيتش
- غرانيت تشاكا
- إدينسون كافاني
- دييغو غودين

هدف ذاتي
- سياد كولاشيناتس (ضد الأرجنتين)
- مارسيلو (ضد كرواتيا)
- جون بوي (ضد البرتغال)
- نويل فالاداريس (ضد فرنسا)
- جوزيف يوبو (ضد فرنسا)

مصدر: 

## صناعة الأهداف
4 أهداف
| - توني كروس | - خوان كوادرادو |  |

3 أهداف
| - أندريه شورله | - كريم بنزيما |  |

هدفان
| - توماس مولر - مسعود أوزيل - فيليب لام - خاميس رودريغيز - جويل أغويلار - أليكسيس سانشيز | - كيفين دي بروين - إدين هازار - جويل كامبل - ماثيو فالبوينا - والتر أيوفي - دالي بليند | - داريل يانمات - غراهام سوزي - جوسيب دريمتش - سيرج أورييه |

هدف واحد
| - ياسين إبراهيمي - سفيان فغولي - عبد المؤمن جابو - إسلام سليماني - كارل مجاني - أنخل دي ماريا - غونزالو هيغواين - ليونيل ميسي - ماركوس روخو - إيزكييل غاراي - رايان مكغووان - تومي أور - روميلو لوكاكو - ديفوك أوريغي - إدين دجيكو - سيناد لوليتش - ميراليم بيانيتش - تينو سفن سوشتيش - دافيد لويز - تياغو سيلفا - لويس غوستافو دياز - دانتي بونفيم كوستا سانتوس - مارسيلو فييرا دا سيلفا جونيور - نيمار - أوسكار - آلان نيوم - تشارلز أرانغويز - ماوريسيو بينيا | - إدواردو فارغاس - خورخي فالديفيا - أدريان راموس - تيوفيلو غوتييريز - جونيور دياز - كريستيان جامبوا - كريستيان بولانيوس - إدواردو دا سيلفا - إيفان بيريشيتش - دانييل برانيتش - إيفان راكيتيتش - نيكيتسا ييلافيتش - خوان كارلوس باريديس - واين روني - غلين جونسون - بول بوغبا - ماثيو ديبوتشي - سامي خضيره - بينيديكت هوفيديس - كوادو أسامواه - أسامواه جيان - سولي علي مونتاري - جون بوي - جورجوس ساماراس - ثيوفانيس غيكاس - برايان بيكيليس - جواد نكونام - أنطونيو كاندريفا | - أندريا بيرلو - جيرفينيو - كيسوكي هوندا - يوتو ناغاتومو - جيوفاني دوس سانتوس - رافاييل ماركيز - هيكتور هيريرا - ممفيس ديباي - آريين روبن - كلاس يان هونتيلار - ويسلي سنايدر - إيمانويل إمينيكي - ميشيل باباتوندي - كريستيانو رونالدو - ميغيل فيلوسو - دميتري كومباروف - لي كيون-هو - يون سوك يونغ - خوان فرانشيسكو توريس - سيسك فابريغاس - أندريس إنييستا - غوخان إينلر - أدمير محمدي - ريكاردو رودريغيز - مايكل برادلي - إدينسون كافاني - فيرناندو موسليرا - جاستون راميريز |

## الإنضباط
أبرز حالة تأديبية في البطولة كانت من نصيب الأوروغوياني لويس سواريز، حيث أصدر بحقة الاتحاد الدولي لكرة القدم عقوبة غليظة، بعدما قام بعض المدافع الإيطالي جورجيو كيلليني في بطولة كأس العالم لكرة القدم 2014. حيث تشتمل العقوبة منع سواريز من أي نشاط رياضي لمدة 4 أشهر (لغاية 26 أكتوبر)، كما أنه ممنوع من دخول ملاعب كرة القدم، حتى وإن كان من ضمن الجمهور المشاهد. وتم تغيرمه أيضاً 100 ألف فرنك سويسري.

## جوائز اللاعبين
| قدمت الجوائز التالية في ختام البطولة: \| الجائزة \| الفائز \| المرشحين \| \| ------------- \| ---------------------------------------------------------------------------------------------------------------------- \| -------------------------------------------------------------------------------------- \| \| الكرة الذهبية \| ليونيل ميسي · توماس مولر · آريين روبن \| أنخل دي ماريا خاميس رودريغيز خافيير ماسكيرانو ماتس هوميلس نيمار فيليب لام توني كروس[8] \| \| الحذاء الذهبي \| خاميس رودريغيز(6 أهداف، تمريرتين حاسمتين) · توماس مولر (5 أهداف، 3 تمريرات حاسمة) · نيمار (4 أهداف، 1 تمريرة حاسمة)[9] \| \| \| القفاز الذهبي \| مانويل نوير \| كيلور نافاس سيرجيو روميرو[10] \| \| أفضل لاعب شاب \| بول بوغبا \| ممفيس ديباي رافائيل فاران[11] \| \| اللعب النظيف \| كولومبيا \| \| | خاميس رودريغيز هداف كأس العالم برصيد 6 أهداف مانويل نوير الفائز بجائزة القفاز الذهبي. بول بوغبا الفائز بجائزة أفضل لاعب ناشئ ليونيل ميسي الفائز بجائزة الكرة الذهبية. |                                                                                     |
| الجائزة | الفائز | المرشحين                                                                            |
| الكرة الذهبية | ليونيل ميسي · توماس مولر · آريين روبن | أنخل دي ماريا خاميس رودريغيز خافيير ماسكيرانو ماتس هوميلس نيمار فيليب لام توني كروس |
| الحذاء الذهبي | خاميس رودريغيز(6 أهداف، تمريرتين حاسمتين) · توماس مولر (5 أهداف، 3 تمريرات حاسمة) · نيمار (4 أهداف، 1 تمريرة حاسمة)                                                   |                                                                                     |
| القفاز الذهبي | مانويل نوير | كيلور نافاس سيرجيو روميرو                                                           |
| أفضل لاعب شاب | بول بوغبا | ممفيس ديباي رافائيل فاران                                                           |
| اللعب النظيف | كولومبيا |                                                                                     |

## فريق البطولة
تم اختيار هذه التشكيلة بالاعتماد على مؤشر كاسترول للإحصاء، فتم أخذ آفضل لاعب في كل مركز بعدما تم جمع جميع البيانات وتحليلها (توني كروس هو صاحب أعلى تقييم بين اللاعبين):
| حراس                  | مدافعين                                                                                     | لاعبو الوسط                                                                         | المهاجمين                                |
| --------------------- | ------------------------------------------------------------------------------------------- | ----------------------------------------------------------------------------------- | ---------------------------------------- |
| مانويل نوير (ألمانيا) | ماركوس روخو (الأرجنتين) ماتس هوميلس (ألمانيا) تياغو سيلفا (البرازيل) ستيفان دي فري (هولندا) | أوسكار (البرازيل) توني كروس (ألمانيا) فيليب لام (ألمانيا) خاميس رودريغيز (كولومبيا) | آريين روبن (هولندا) توماس مولر (ألمانيا) |

## فريق الإحلام
يتكون فريق النجوم من عدة لاعبين.
| حراس                  | مدافعين                                                                               | لاعبو الوسط                                                             | المهاجمين                                                     | المدرب               |
| --------------------- | ------------------------------------------------------------------------------------- | ----------------------------------------------------------------------- | ------------------------------------------------------------- | -------------------- |
| مانويل نوير (ألمانيا) | مارسيلو (البرازيل) ماتس هوميلس (ألمانيا) تياغو سيلفا (البرازيل) دافيد لويز (البرازيل) | أنخل دي ماريا (الأرجنتين) توني كروس (ألمانيا) خاميس رودريغيز (كولومبيا) | نيمار (البرازيل) ليونيل ميسي (الأرجنتين) توماس مولر (ألمانيا) | يواخيم لوف (ألمانيا) |

## الترتيب النهائي
في الترتيب الكامل للمنتخبات المشاركة في الكأس، يؤخذ بعين الاعتبار آخر مستوى بلغه المنتخب ومجموع النقاط المحصل عليها ثم فرق الأهداف وأخيرا عدد الأهداف المسجلة.

نتائج المنتخبات المشاركة في كأس العالم 2014
البطل
الوصيف
المركز الثالث
المركز الرابع
دور ربع النهائي
دور ال 16
دور المجموعات

| البطل الوصيف | المركز الثالث المركز الرابع | دور ربع النهائي دور ال 16 | دور المجموعات |

ملحوظة: كما هو متعارف عليه، اللقاءات التي انتهت الأشواط الإضافية احتسبت كفوز و خسارة، بينما اللقاءات التي انتهت بركلات الترجيح تعتبر تعادلاً.
| ألمانيا                     | 7 | 6 | 1 | 0 | 18 | 4  | 14+ | 19 |
| الأرجنتين                   | 7 | 5 | 1 | 1 | 8  | 4  | 4+  | 16 |
| هولندا                      | 7 | 5 | 2 | 0 | 15 | 4  | 11+ | 17 |
| البرازيل                    | 7 | 3 | 2 | 2 | 11 | 14 | 3−  | 11 |
| تم إقصائهم بدور ربع النهائي |   |   |   |   |    |    |     |    |
| كولومبيا                    | 5 | 4 | 0 | 1 | 12 | 4  | 8+  | 12 |
| بلجيكا                      | 5 | 4 | 0 | 1 | 6  | 3  | 3+  | 12 |
| فرنسا                       | 5 | 3 | 1 | 1 | 10 | 3  | 7+  | 10 |
| كوستاريكا                   | 5 | 2 | 3 | 0 | 5  | 2  | 3+  | 9  |
| تم إقصائهم بدور ال 16       |   |   |   |   |    |    |     |    |
| تشيلي                       | 4 | 2 | 1 | 1 | 6  | 4  | 2+  | 7  |
| المكسيك                     | 4 | 2 | 1 | 1 | 5  | 3  | 2+  | 7  |
| سويسرا                      | 4 | 2 | 0 | 2 | 7  | 7  | 0   | 6  |
| الأوروغواي                  | 4 | 2 | 0 | 2 | 4  | 6  | 2−  | 6  |
| اليونان                     | 4 | 1 | 2 | 1 | 3  | 5  | 2−  | 5  |
| الجزائر                     | 4 | 1 | 1 | 2 | 7  | 7  | 0   | 4  |
| الولايات المتحدة            | 4 | 1 | 1 | 2 | 5  | 6  | 1−  | 4  |
| نيجيريا                     | 4 | 1 | 1 | 2 | 3  | 5  | 2−  | 4  |
| تم إقصائهم في دور المجموعات |   |   |   |   |    |    |     |    |
| الإكوادور                   | 3 | 1 | 1 | 1 | 3  | 3  | 0   | 4  |
| البرتغال                    | 3 | 1 | 1 | 1 | 4  | 7  | 3−  | 4  |
| كرواتيا                     | 3 | 1 | 0 | 2 | 6  | 6  | 0   | 3  |
| البوسنة والهرسك             | 3 | 1 | 0 | 2 | 4  | 4  | 0   | 3  |
| ساحل العاج                  | 3 | 1 | 0 | 2 | 4  | 5  | 1−  | 3  |
| إيطاليا                     | 3 | 1 | 0 | 2 | 2  | 3  | 1−  | 3  |
| إسبانيا                     | 3 | 1 | 0 | 2 | 4  | 7  | 3−  | 3  |
| روسيا                       | 3 | 0 | 2 | 1 | 2  | 3  | 1−  | 2  |
| غانا                        | 3 | 0 | 1 | 2 | 4  | 6  | 2−  | 1  |
| إنجلترا                     | 3 | 0 | 1 | 2 | 2  | 4  | 2−  | 1  |
| كوريا الجنوبية              | 3 | 0 | 1 | 2 | 3  | 6  | 3−  | 1  |
| إيران                       | 3 | 0 | 1 | 2 | 1  | 4  | 3−  | 1  |
| اليابان                     | 3 | 0 | 1 | 2 | 2  | 6  | 4−  | 1  |
| أستراليا                    | 3 | 0 | 0 | 3 | 3  | 9  | 6−  | 0  |
| هندوراس                     | 3 | 0 | 0 | 3 | 1  | 8  | 7−  | 0  |
| الكاميرون                   | 3 | 0 | 0 | 3 | 1  | 9  | 8−  | 0  |